# George Medal

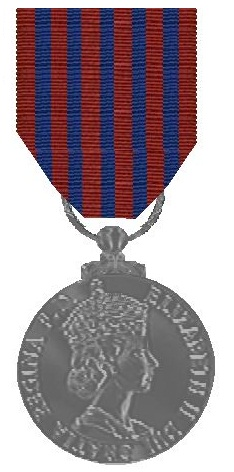
George Medal, Avers

Die George Medal ist nach dem Georgs-Kreuz die zweithöchste zivile Auszeichnung des Vereinigten Königreichs und des Commonwealth. Sie wird für außerordentlichen Mut verliehen. Sie besteht aus Silber und hat einen Durchmesser von 36 Millimetern. Die Auszeichnung wurde während des Zweiten Weltkriegs am 24. September 1940 durch Georg VI. gleichzeitig mit dem Georgs-Kreuz eingeführt. Sie ist als niedrigere Auszeichnungsklasse unter dem Georgs-Kreuz gedacht, um den Kreis der mit dem Georgs-Kreuz Ausgezeichneten klein halten zu können.
Seit 1977 kann sie auch postum verliehen werden.

## Träger der Auszeichnung (Auswahl)
Die erste Verleihung der George Medal ging an Patrick King aus Shiremoor in Northumberland. Er hatte eine blinde Frau während eines Luftangriffs aus einem Haus gerettet.
Unter den bekannten Personen, die mit der George Medal ausgezeichnet worden sind, befinden sich:
- Harry Cobby (1894–1955), australischer Luftwaffenoffizier
- Marie Louise Dissard (1881–1957), französisches Mitglied der Résistance[3]
- Mike Hailwood (1940–1981), britischer Motorrad- und Automobilrennfahrer[4]
- Andrée de Jongh (1916–2007), belgische Krankenschwester und Fluchthelferin im Zweiten Weltkrieg[5]
- Tenzing Norgay (1914–1986), nepalesischer Sherpa und einer der Erstbesteiger des Mount Everest
- David Purley (1945–1985), britischer Formel-1-Rennfahrer
- Krystyna Skarbek (1908–1952), britische Agentin im Zweiten Weltkrieg
- Nancy Wake (1912–2011), britische Agentin und Résistance-Mitglied im Zweiten Weltkrieg